# فلات قاره

فلات قاره‌ها در این نقشه به رنگ آبی دریایی دیده می‌شود

فلاتِ قاره، فلاتِ قاره‌ای (به انگلیسی: Continental Shelf) یا ایوان خشکی به سطح شیب‌دار ملایم بستر آب‌های کم‌عمق دریاها گفته می‌شود که از انباشت توده‌های شن ساحل ایجاد شده و با شیبی ملایم به سوی اعماق اقیانوس ادامه می‌یابد. و به‌طور معمول تا عمق دویست متری ادامه می‌یابد.
عرض فلات قاره در نقاط مختلف به‌طور قابل ملاحظه‌ای متفاوت است؛ مثلاً عرض فلات قاره در برخی نقاط سواحل غربی ایالات متحده کمتر از ۵ مایل دریایی است، درحالی‌که تمام سطح زیر آب دریای شمال فلات قاره محسوب می‌شود.

## تاریخچه
فلات قاره از نظر ذخایر نفتی غنی است و از دهه ۱۹۴۰ کشورها به فناوری استخراج این منابع دست یافتند. از زمان اعلامیه هری ترومن رئیس‌جمهور آمریکا در ۲۸ سپتامبر ۱۹۴۵ که منابع طبیعی فلات قاره واقع در آب‌های مجاور ایالات متحده را متعلق به این کشور اعلام کرد. ادعاهای دولت‌های مختلف از جمله آرژانتین و السالوادور که حتی مدعی آب‌های فوقانی و فضای مافوق آن آب‌ها نیز شدند و شیلی و پرو که اصولاً به لحاظ جغرافیایی فاقد فلات قاره بودند، نسبت به آب‌های اطراف ساحل آغاز شد.
فلات قاره در «کنوانسیون مربوط به فلات قاره» ۱۹۵۸ ژنو اینچنین تعریف شده است:
- الف) منطقه بستر و زیر بستر دریا در مجاور ساحل، اما در خارج از منطقه دریای سرزمینی تا عمق ۲۰۰ متر یا بیشتر تا جایی که عمق آب‌های فوقانی امکان بهره‌برداری از منابع طبیعی مذکور را میسر می‌سازد.
- ب) بستر و زیر بستر مناطق مشابه در مجاور سواحل جزایر.[۶]

اما در ماده ۷۶ کنوانسیون حقوق دریاها ۱۹۸۲ اشاره‌ای به امکان بهره‌برداری نشد و فلات قاره هر کشور تا امتداد حداقل ۲۰۰ مایل دریایی و حداکثر ۳۵۰ مایل دریایی از خط مبدأ آب‌های سرزمینی ادامه می‌یابد.

## حقوق و تکالیف دولت ساحلی

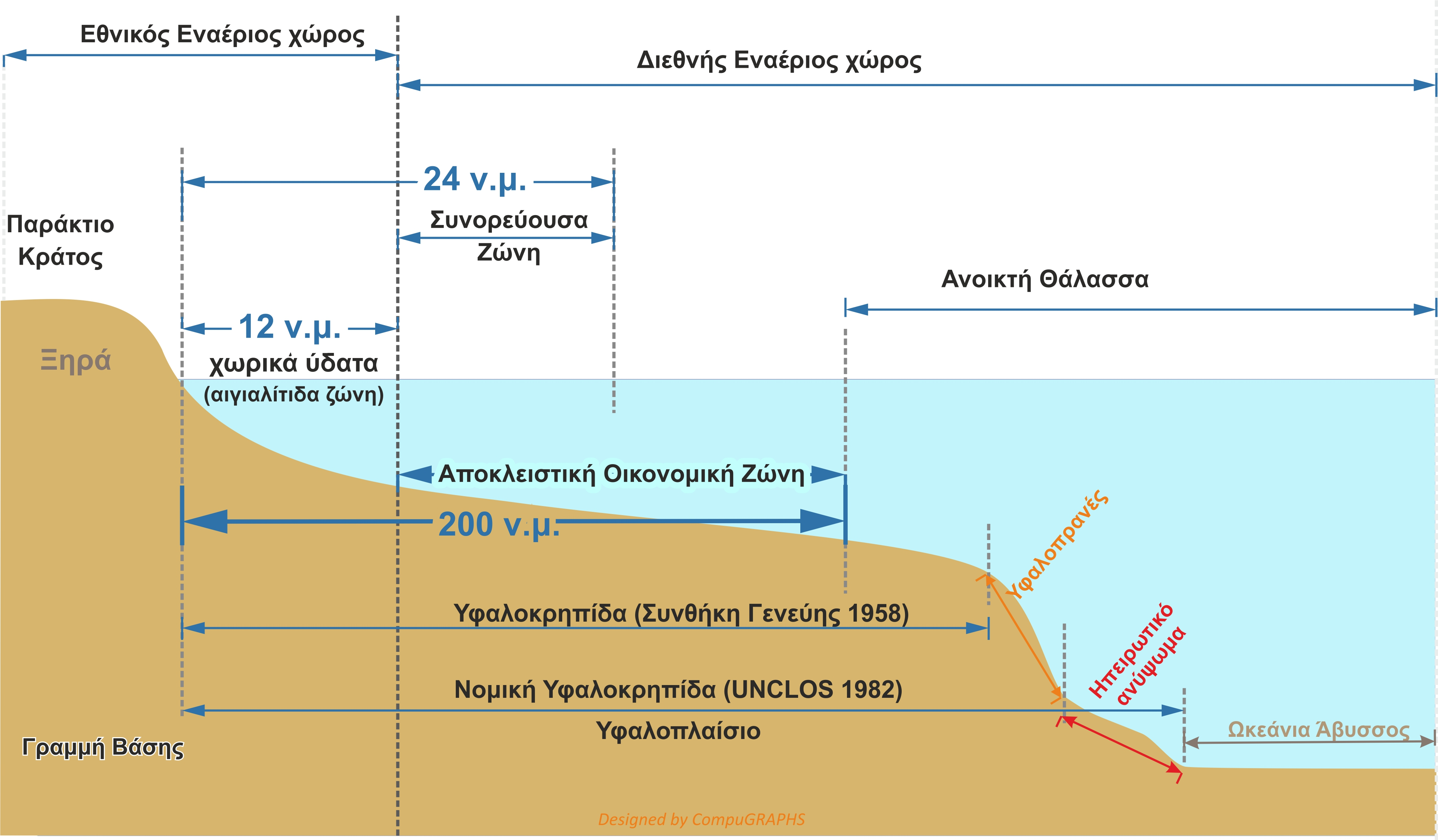
مناطق دریایی به صورت گرافیکی توصیف شده است

حقوق دولت ساحلی در این منطقه حقوق حاکمیت ارضی نیست، بلکه حقوقی محدود به اکتشاف و بهره‌برداری از منابع طبیعی فلات قاره است.
این منابع طبیعی شامل؛ منابع معدنی (بیشتر معادن دریایی از فلات قاره استخراج می‌شوند)، منابع بی‌جان بستر و زیر بستر دریا و موجودات زنده‌ای‌ست که بدون تماس با کف دریا قادر به حرکت نیستند و برخلاف منطقه انحصاری اقتصادی این حقوق شامل ماهیان و دیگر آبزیان داخل آب نمی‌شود؛ و اثری بر آب‌های فوقانی و فضای مافوق آن آب‌ها که دریای آزاد تلقی می‌شوند، ندارد.
همچنین دولت‌ها نباید در حین اعمال این حقوق به مداخله در امر کشتیرانی، ماهیگیری و پژوهش‌های علمی دست زنند یا مانع از نصب و حفاظت و نگهداری از کابل‌های زیردریایی و خطوط لوله شوند.

## بحث حقوقی
در زمانی که فلات قاره بین دو کشور همسایه و مقابل مشترک باشد. تعیین مرز آن اصولاً باید از طریق موافقتنامه صورت گیرد. کنوانسیون ۱۹۵۸ و «قانون مناطق دریایی ایران در خلیج فارس و دریای عمان» مرز فلات قاره در صورت نبود توافقنامه را خط مُنَصِّفی ذکر کرده‌اند که فاصله هر نقطه آن تا نزدیکترین خطوط مبدأ دو طرف به یک اندازه باشد. اما در قضیه فلات قاره دریای شمال در سال ۱۹۶۹ دیوان بین‌المللی دادگستری اصل خط منصف را یک اصل حقوق بین‌الملل ندانست و آن را اجرای قاعده‌ای عمومی در شرایط مقتضی اعلام کرد و اعلام داشت که در تعیین حدود باید اصول منصفانه با توجه به اوضاع و احوال خاص هر مورد مانند ساختار فیزیکی و زمین‌شناختی و منابع طبیعی مناطق فلات قاره و تناسب بین مساحت فلات قاره و طول ساحل نیز مدنظر قرار گیرد. در دادگاه داوری راجع به کانال مانش در ۱۹۷۹ هم داوران از قاعده ترکیبی «خط منصف - اوضاع و احوال خاص» استفاده کردند.
کنوانسیون ۱۹۸۲ هم با توجه به همین رویه بدون اشاره به خط منصف اعلام کرد که توافق باید براساس قواعد حقوق بین‌الملل آن‌گونه که در ماده ۳۸ اساسنامه دیوان بین‌المللی دادگستری آمده صورت گیرد.